# Gran Premi de Gran Bretanya del 2011
El Gran Premi de Gran Bretanya de Fórmula 1 de la temporada 2011 s'ha disputat al Circuit de Silverstone, del 8 al 10 de juliol del 2011.

## Classificació

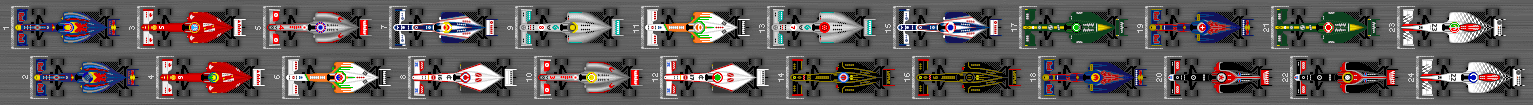
Graella després de la qualificació del GP.

| Pos                                  | No | Pilot              | Constructor          | Part 1   | Part 2   | Part 3   | Sortida |
| ------------------------------------ | -- | ------------------ | -------------------- | -------- | -------- | -------- | ------- |
| 1                                    | 2  | Mark Webber        | Red Bull-Renault     | 1:32.670 | 1:31.673 | 1:30.399 | 1       |
| 2                                    | 1  | Sebastian Vettel   | Red Bull-Renault     | 1:32.977 | 1:32.379 | 1:30.431 | 2       |
| 3                                    | 5  | Fernando Alonso    | Ferrari              | 1:32.986 | 1:31.727 | 1:30.516 | 3       |
| 4                                    | 6  | Felipe Massa       | Ferrari              | 1:32.760 | 1:31.640 | 1:31.124 | 4       |
| 5                                    | 4  | Jenson Button      | McLaren-Mercedes     | 1:34.230 | 1:32.273 | 1:31.898 | 5       |
| 6                                    | 15 | Paul di Resta      | Force India-Mercedes | 1:34.472 | 1:32.569 | 1:31.929 | 6       |
| 7                                    | 12 | Pastor Maldonado   | Williams-Cosworth    | 1:32.702 | 1:32.588 | 1:31.933 | 7       |
| 8                                    | 16 | Kamui Kobayashi    | Sauber-Ferrari       | 1:34.324 | 1:32.399 | 1:32.128 | 8       |
| 9                                    | 8  | Nico Rosberg       | Mercedes             | 1:34.186 | 1:32.295 | 1:32.209 | 9       |
| 10                                   | 3  | Lewis Hamilton     | McLaren-Mercedes     | 1:33.581 | 1:32.505 | 1:32.376 | 10      |
| 11                                   | 14 | Adrian Sutil       | Force India-Mercedes | 1:34.454 | 1:32.617 |          | 11      |
| 12                                   | 17 | Sergio Pérez       | Sauber-Ferrari       | 1:34.145 | 1:32.624 |          | 12      |
| 13                                   | 7  | Michael Schumacher | Mercedes             | 1:34.160 | 1:32.656 |          | 13      |
| 14                                   | 10 | Vitali Petrov      | Renault              | 1:34.428 | 1:32.734 |          | 14      |
| 15                                   | 11 | Rubens Barrichello | Williams-Cosworth    | 1:33.532 | 1:33.119 |          | 15      |
| 16                                   | 9  | Nick Heidfeld      | Renault              | 1:35.132 | 1:33.805 |          | 16      |
| 17                                   | 20 | Heikki Kovalainen  | Lotus-Renault        | 1:34.923 | 1:34.821 |          | 17      |
| 18                                   | 19 | Jaime Alguersuari  | Toro Rosso-Ferrari   | 1:35.245 |          |          | 18      |
| 19                                   | 18 | Sébastien Buemi    | Toro Rosso-Ferrari   | 1:35.749 |          |          | 19      |
| 20                                   | 24 | Timo Glock         | Virgin-Cosworth      | 1:36.203 |          |          | 20      |
| 21                                   | 21 | Jarno Trulli       | Lotus-Renault        | 1:36.456 |          |          | 21      |
| 22                                   | 25 | Jérôme d'Ambrosio  | Virgin-Cosworth      | 1:37.154 |          |          | 22      |
| 23                                   | 23 | Vitantonio Liuzzi  | HRT-Cosworth         | 1:37.484 |          |          | 23      |
| 24                                   | 22 | Daniel Ricciardo   | HRT-Cosworth         | 1:38.059 |          |          | 24      |
| Temps de la regla del 107%: 1:39.156 |    |                    |                      |          |          |          |         |

## Cursa
| Pos | No | Pilot              | Constructor          | Voltes | Temps / Retirada | Pos.Sortida | Punts |
| --- | -- | ------------------ | -------------------- | ------ | ---------------- | ----------- | ----- |
| 1   | 5  | Fernando Alonso    | Ferrari              | 52     | 1h 28' 41. 194   | 3           | 25    |
| 2   | 1  | Sebastian Vettel   | Red Bull-Renault     | 52     | + 16.511 s       | 2           | 18    |
| 3   | 2  | Mark Webber        | Red Bull-Renault     | 52     | + 16.947 s       | 1           | 15    |
| 4   | 3  | Lewis Hamilton     | McLaren-Mercedes     | 52     | + 28.986 s       | 10          | 12    |
| 5   | 6  | Felipe Massa       | Ferrari              | 52     | + 29.010 s       | 4           | 10    |
| 6   | 8  | Nico Rosberg       | Mercedes             | 52     | + 1' 00.655 min. | 9           | 8     |
| 7   | 17 | Sergio Pérez       | Sauber-Ferrari       | 52     | + 1' 05.590 min. | 12          | 6     |
| 8   | 9  | Nick Heidfeld      | Renault              | 52     | + 1' 15.542 min. | 16          | 4     |
| 9   | 7  | Michael Schumacher | Mercedes             | 52     | + 1' 17.912 min. | 13          | 2     |
| 10  | 19 | Jaime Alguersuari  | Toro Rosso-Ferrari   | 52     | + 1' 19.108 min. | 18          | 1     |
| 11  | 14 | Adrian Sutil       | Force India-Mercedes | 52     | + 1' 19.712 min. | 11          |       |
| 12  | 10 | Vitali Petrov      | Renault              | 52     | + 1' 20.681 min. | 14          |       |
| 13  | 11 | Rubens Barrichello | Williams-Cosworth    | 51     | + 1 Volta        | 15          |       |
| 14  | 12 | Pastor Maldonado   | Williams-Cosworth    | 51     | + 1 Volta        | 7           |       |
| 15  | 15 | Paul di Resta      | Force India-Mercedes | 51     | + 1 Volta        | 6           |       |
| 16  | 24 | Timo Glock         | Virgin-Cosworth      | 50     | + 2 Voltes       | 20          |       |
| 17  | 25 | Jérôme d'Ambrosio  | Virgin-Cosworth      | 50     | + 2 Voltes       | 22          |       |
| 18  | 23 | Vitantonio Liuzzi  | HRT-Cosworth         | 50     | + 2 Voltes       | 23          |       |
| 19  | 22 | Daniel Ricciardo   | HRT-Cosworth         | 49     | + 3 Voltes       | 24          |       |
| Ret | 4  | Jenson Button      | McLaren-Mercedes     | 39     | Pèrdua de roda   | 5           |       |
| Ret | 18 | Sébastien Buemi    | Toro Rosso-Ferrari   | 25     | Col·lisió        | 19          |       |
| Ret | 16 | Kamui Kobayashi    | Sauber-Ferrari       | 23     | Pèrdua d'oli     | 8           |       |
| Ret | 21 | Jarno Trulli       | Lotus-Renault        | 10     | Pèrdua d'oli     | 21          |       |
| Ret | 20 | Heikki Kovalainen  | Lotus-Renault        | 2      | Caixa de canvis  | 17          |       |

## Classificació del mundial després de la cursa
| Pos | Pilot            | Punts |
| --- | ---------------- | ----- |
| 1   | Sebastian Vettel | 204   |
| 2   | Mark Webber      | 124   |
| 3   | Fernando Alonso  | 112   |
| 4   | Lewis Hamilton   | 109   |
| 5   | Jenson Button    | 109   |

| Pos | Constructor      | Punts |
| --- | ---------------- | ----- |
| 1   | Red Bull-Renault | 328   |
| 2   | McLaren-Mercedes | 218   |
| 3   | Ferrari          | 164   |
| 4   | Mercedes         | 68    |
| 5   | Renault          | 65    |

- Nota: Només s'inclouen els 5 primers de cada classificació. Per veure-la completa aneu a Temporada 2011 de Fórmula 1

## Altres
- Pole: Mark Webber 1' 30. 399

- Volta ràpida: Fernando Alonso 1' 34. 908 (a la volta 41)